# Светлосельский сельсовет
Светлосельский сельсовет — административная единица на территории Шумилинского района Витебской области Республики Беларусь. Административный центр — агрогородок Светлосельский.

## Состав
Светлосельский сельсовет включает 19 населённых пунктов:
- Башни — агрогородок
- Боевка — деревня
- Гороватка — деревня
- Дубровское — деревня
- Завязье — деревня
- Засинники — деревня
- Ильинцы — деревня
- Каравайница — деревня
- Крупчино — деревня
- Лесковичи — деревня
- Ложок — деревня
- Мазеки — деревня
- Полтево — деревня
- Светлосельский — агрогородок
- Солодухи Пущевые — деревня
- Тербешово — деревня
- Ужлятино — деревня
- Хатилово — деревня
- Язвино — деревня

Упразднённые населённые пункты на территории сельсовета:
- Амбросовичи — деревня
- Городно — деревня
- Кутино — деревня
- Марково — деревня
- Непороты — деревня
- Русски — деревня
- Чернецкое — деревня